# 대한민국의 수소경제
대한민국의 수소경제는 대한민국에서의 수소경제 역사와 현황을 정리한 것이다.

## 2000년대
2005년 3월 11일, 노무현 대통령은 현대자동차·한국에너지기술연구원이 공동 개발한 수소연료전지차를 시험 탑승한 후 차세대 동력사업으로 성공 가능성이 높다면서 임기 동안 적극적으로 지원하겠다고 밝혔다. 그해 9월, 산업자원부는 수소의 생산·유통·수송·수소연료전지자동차·연료전지 개발·투자, 연료전지차 보급 등 수소 경제 구현을 위한 세부 내용이 담긴 46쪽 분량의 《친환경 수소경제 구현을 위한 마스터플랜》 종합 계획안을 수립하였다.

## 2010년대
2017년 5월 20일, 산업통상자원부는 〈제2회 재생에너지 정책협의회〉에서 《재생에너지 3020 이행계획》을 발표하였다. 주요 내용은 2030년까지 재생에너지 발전 비중을 20% 수준으로 끌어올리는 것이다.
2018년 8월 13일, 정부는 김동연 부총리 겸 기획재정부 장관 주재로 〈혁신성장 관계장관회의〉를 열고 《혁신성장 전략투자 방안》을 발표하였다. 데이터·블록체인·공유경제, 인공지능, 수소경제 등 총 3개의 전략산업이 선정되었으며, 이 선정 기준에 대하여 기재부는 '지금 당장 투자하지 않으면 글로벌 경쟁에서 낙오되거나 도태될 수 있는 우려가 있는 분야'라고 설명하였다. 정부는 수소차·연료전지 분야는 국내 기업들이 세계적 기술을 가졌지만 기업들이 과감하게 투자에 나설 인프라가 부족하다고 판단, 연구개발에 700억 원, 수소 관련 시설 생산거점 구축에 200억 원을 투입키로 하였다.
2019년 1월 17일, 정부는 《수소경제 활성화 로드맵》을 발표하였다. 주요 내용은 다음과 같다.
- 2040년까지 수소차 누적 620만 대(내수 290만, 수출 330만) 생산
- 전국 1200개소에 수소충전소 구축 위해 운영보조금 신설 검토
- 연내 7개 주요 도시에 수소버스 35대 보급, 경찰버스 포함 공공부문 버스를 수소버스로 전환
- 연내 서울에서 10대 수소택시 시범사업 추진
- 2020년부터 수소트럭 개발·실증 착수로 2040년까지 3만대 보급
- 2019년 상반기 중 연료전지 전용 요금제 신설
- 2040년까지 발전용 연료전지 15GW(내수 8GW) 보급

## 2020년대
2021년 2월 5일, 세계 최초로 제정된 《수소법》이 시행되었다. 수소 전문기업 확인제도, 수소충전소의 수소 판매가 보고제도, 수소충전소 및 연료전지 설치 요청 제도, 수소특화단지 지정 및 시범사업이 새롭게 도입되었다.

### 수소경제위원회
수소경제위원회는 「수소경제 육성 및 수소 안전관리에 관한 법률」에 따라 국무총리를 위원장으로 하며 8개 관계부처 장관, 산업계·학계·단체 등 민간 전문가로 구성된 수소경제 컨트롤 타워로, 수소경제 이행 관련 정책과 계획을 수립·시행한다.
| 날짜             | 회의                 | 주재   | 비고   |
| ---------------- | -------------------- | ------ | ------ |
| 2020년 7월 1일   | 제1차 수소경제위원회 | 정세균 | [ 8 ]  |
| 2020년 11월 15일 | 제2차 수소경제위원회 | 정세균 | [ 9 ]  |
| 2021년 3월 2일   | 제3차 수소경제위원회 | 정세균 | [ 10 ] |
| 2021년 11월 26일 | 제4차 수소경제위원회 | 김부겸 | [ 11 ] |
| 2022년 11월 9일  | 제5차 수소경제위원회 | 한덕수 | [ 12 ] |
| 2023년 12월 18일 | 제6차 수소경제위원회 | 한덕수 | [ 13 ] |
| 2024년 11월 1일  | 제7차 수소경제위원회 | 한덕수 | [ 14 ] |

#### 제6차 수소경제위원회
정부는 수전해·수소터빈 등 10대 전략 분야 소부장 국산화율을 40%(2022년 기준)에서 2030년까지 80%로 끌어올리고, 관련 글로벌 기업도 20곳(2022년 기준 2곳) 육성키로 하였다. 또한 정부의 수소 분야 연구개발 신규 예산을 28억 원(2023년)에서 478억 원(국회 제출안, 2024년)으로 늘렸다. 이 증액 예산은 2024년 5월 최종 확정되었다.

#### 제7차 수소경제위원회
강원도의 동해·삼척 액화수소 저장·운송 특화단지와 경상북도의 포항시가 전국 최초 수소특화단지로 지정됨에 따라 맞춤형 성장과 투자사업 지원, 연구개발(R&D), 세제, 기술 개발과 기업 입주·유치를 위한 정부 보조금 등을 지원받게 되었다. 정부는 2028년까지 35만41㎡ 규모로 조성되는 동해·삼척 액화수소 저장·운송 특화단지 기반 시설 구축을 위하여 3,177억 원을 투자하기로 하였다.

### 수소 도시
국내 수소 도시의 사례로는 울산 수소시범도시가 있다. 울산광역시에서 시범적으로 조성되고 있는 수소도시로서, 현재 석유화학공단에서 부산물로 나오는 부생수소를 도심까지 연결하는 188km 길이의 지하배관이 깔려 있다.

### 교통
2024년, 현대로템의 수소전기 트램을 사용하는 대전 도시철도 2호선이 착공에 들어갔으며, 2028년 개통할 예정이다. 울산광역시에서도 수소전기 트램을 사용하는 울산 도시철도 1호선을 계획 중이다.